# Mihael Bergmann
Mihael Bergmann, slovenski zdravnik in hmeljar, * 16. oktober 1850, Vransko,  † 12. december 1911, Gradec.

## Življenje in delo
Po končanem študiju medicine (1873) se je leta 1875 kot zdravnik splošne prakse naselil v Žalcu, kjer je ves svoj prosti čas posvetil hmeljarstvu. Aktiven je bil v  »Hmeljarskem društvu«, kateremu je bil od 1888 podpredsednik ter od 1897 do smrti pa predsednik. Leta 1902 je postal načelnik novo ustanovljene zadruge »I. jugoslovanski zavod za prepariranje in basanje hmelja v Žalcu«. S poskusnimi nasadi, lokalnimi razstavami in udeležbo na svetovnih razstavah (Pariz 1900, London 1906, Berlin 1908) je pridobil savinjskemu hmelju mednarodni ugled. Nekaj časa je bil tudi žalski občinski svetnik. Umrl je v Gradcu, pokopan je v Žalcu.